# كأس الخليج للأندية 2002
كأس الخليج للأندية 2002 هو الموسم 19 من  كأس الخليج للأندية. أشرف على تنظيمه الاتحاد الآسيوي لكرة القدم، وكان عدد الأندية المشاركة فيه  6، وفاز فيه نادي الأهلي السعودي.